# Sport à Québec
Note: Cet article est un complément à l'article sur la ville de Québec.

## Événements sportifs majeurs
- La Transat Québec-Saint-Malo est une course de Voile présentée au quatre ans (la prochaine édition est en 2016) qui suit un parcours fluvial sur le fleuve Saint-Laurent puis transatlantique à partir de Québec vers Saint-Malo en France.

- Le Tournoi international de hockey pee-wee de Québec est le plus important tournoi de hockey mineur au monde et regroupe annuellement plus de 2 300 joueurs de 11 et 12 ans de plus de 16 pays.  Il est présenté en février. (site officiel tournoipee-wee.qc.ca)

- Le Demi-marathon international de Québec, présenté annuellement en mai, est un événement international de course sur route qui se veut une occasion de découvrir un autre visage de la ville. L'ensemble des activités de départ et d'arrivée se déroule au  Domaine de Maizerets et attire environ 1 500 participants de partout dans le monde.

- le Festival de pêche en ville de Québec, présenté annuellement en mai et juin, permet de pêcher dans la rivière Saint-Charles ensemencée pour l'occasion et présente des activités familiales d'initiation à la pêche. site officiel

- Une des étapes de l'événement cycliste international masculin du Tour de Beauce,se déroule chaque année en juin à Québec. site officiel

- La Coupe de voile - Ville de Québec présentée annuellement en juin est une course de voile ouverte à tous. site officiel

- La Classique Louis-Garneau Montréal - Québec est une course cycliste sur 270 km entre les villes de Québec et de Montréal présentée annuellement en août. site officiel

- 5km de la santé Site officiel Cette activité de financement du mois d'août est axée sur la participation des gens de tous âges qui, à la marche ou à la course, prendront part au 5 km de la Santé dans le but explicite de recueillir des fonds pour l'un des organismes associés à l’événement.

- Le Concours hippique de Québec est un concours hippique canadien qui est présenté annuellement en octobre, anciennement en extérieur sur les Plaines d'Abraham, maintenant en intérieur sur le site d'ExpoCité site officiel

## Événements sportifs passés

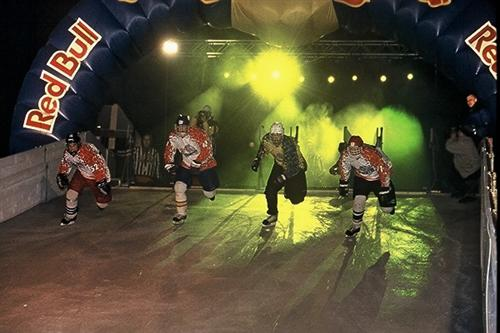
Départ d'une course au Championnat du monde Red Bull Crashed Ice.

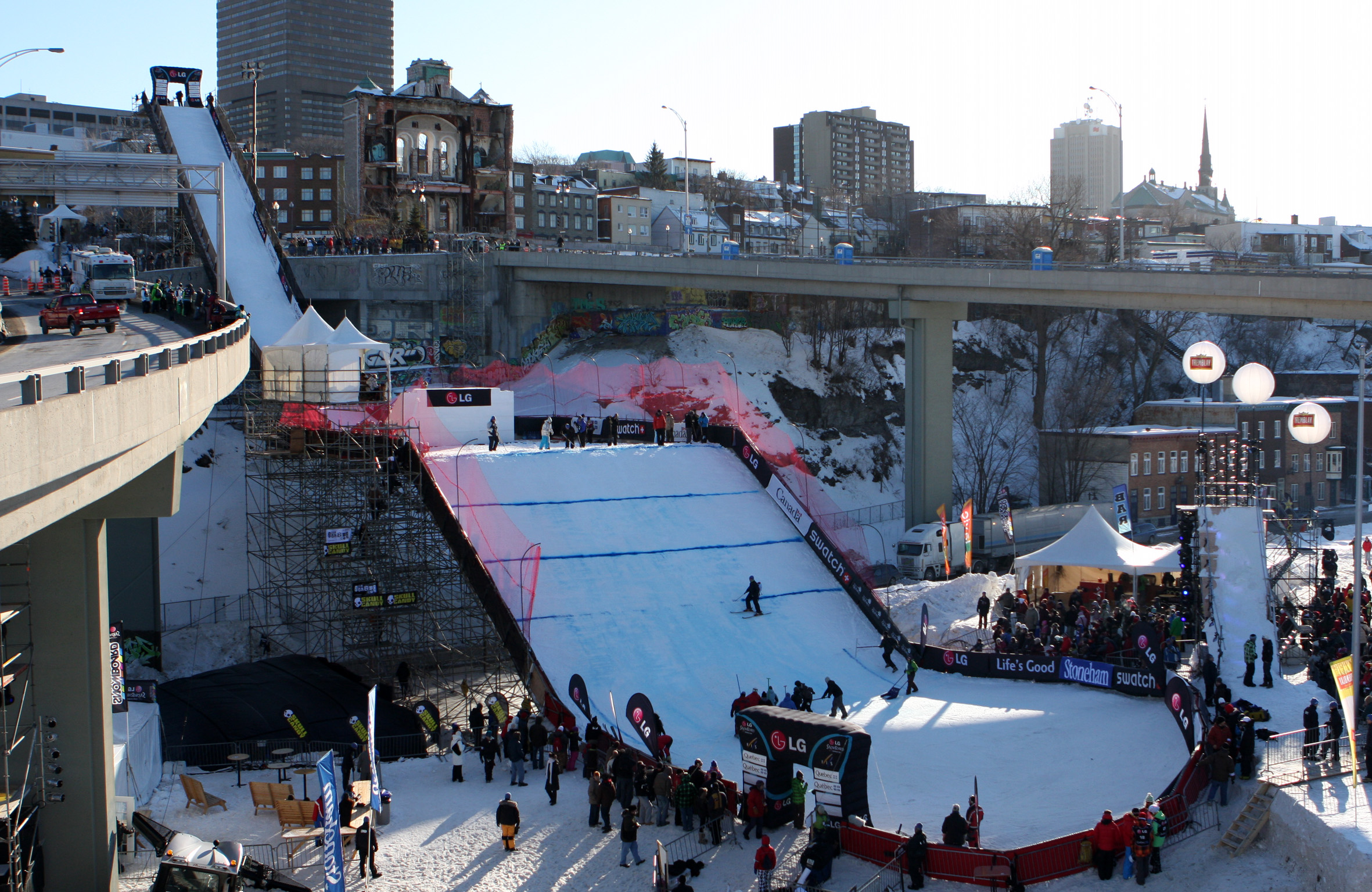
La coupe du monde 2012 de snowboard Jamboree

- Le Championnat du monde Red Bull Crashed Ice est une compétition de patinage extrême bi-annuel sur un parcours contenant des sauts, des virages serrés et des pentes abruptes au cœur du Vieux-Québec. Le championnat a été présenté à Québec pour les éditions de 2006 à 2015.
- Le Challenge Bell aussi connu sous le nom de Tournoi de Québec est un tournoi annuel international de tennis féminin d’élite présenté en octobre ou novembre et s’y affrontent des raquettes classées parmi les 50 meilleures au monde. Le tournoi est présenté à Québec de 1993 à 2018. Les joueuses elles-mêmes savent apprécier le tournoi tout autant que les spectateurs qui y assistent : pendant six années consécutives, les membres de la Women’s Tennis Association (WTA) l’ont considéré comme le meilleur dans sa catégorie. Auparavant présenté au Club Avantage, il est présenté par la suite au Pavillon de l'éducation physique et des sports (PEPS) de l’Université Laval[1].
- Le Snowboard Jamboree, évènement de compétition en planche à neige qui se tient à chaque année au mois de janvier avec des épreuves de Big Air et Stairmaster au parc de l'îlot Fleurie en plein cœur de la Ville de Québec, avec le départ à la haute ville et l’atterrissage à la basse ville. Le reste des compétitions étant tenu au mont Stoneham situé à 30 minutes au nord de la Ville de Québec.

## Événements présentés à proximité de Québec
- Le Vélirium présente un festival du vélo de montagne dont les championnats canadien et une épreuve de la coupe du monde et est présenté au Mont Sainte-Anne à 20 minutes du Centre-Ville de Québec annuellement. site officiel

## Équipes sportives en activité
| Équipe                    | Ligue                                                                                   | Stade                                         | Création | Titres                                                 |
| ------------------------- | --------------------------------------------------------------------------------------- | --------------------------------------------- | -------- | ------------------------------------------------------ |
| Remparts de Québec        | Ligue de hockey junior Maritimes Québec (hockey junior)                                 | Centre Vidéotron                              | 1968     | 3 Coupes Memorial et 6 Trophée Gilles-Courteau (LHJMQ) |
| Capitales de Québec       | Frontier League (baseball professionnel indépendant)                                    | Stade Canac                                   | 1999     | 8                                                      |
| Rouge et Or               | U Sports (Sport Inter-Universitaire Canadien)(football et autres disciplines sportives) | PEPS de l’Université Laval                    | 1995     | 12                                                     |
| Diamants de Québec        | LBJEQ (Ligue de baseball junior élite du Québec)                                        | Stade municipal de Québec                     | 1995     | 4                                                      |
| Alouettes de Charlesbourg | LBJEQ (Ligue de baseball junior élite du Québec)                                        | Parc Henri-Casault                            | 1978     | 7                                                      |
| Dynamo de Québec          | W-League (Ligne professionnelle féminine de soccer)                                     | -                                             | 2014     | -                                                      |
| National de Québec        | LNAH (Ligue nord-américaine de hockey)                                                  | Complexe Sportif Bonair de L’Ancienne-Lorette | 2024     | -                                                      |

## Équipes sportives qui ne sont plus en activité

### Baseball professionnel

#### Ligue Can-Am de Baseball
- Les Alouettes de Québec
- Les Athlétiques de Québec
- Les Braves de Québec

#### Ligue Eastern de Baseball
- Les Carnavals de Québec
- Les Métros de Québec

#### Ligue Provinciale de Baseball
- Les Indiens de Québec

### Basketball professionnel
- Les Keb's de Québec de la Ligue nationale de basketball du Canada

### Crosse professionnel
- Les Caribous de Québec de la Ligue Nationale de Crosse

### Hockey professionnel

#### Ligue américaine de hockey
- Les As de Québec
- Les Citadelles de Québec

#### Ligue nationale de hockey
- Les Bulldogs de Québec
- Les Nordiques de Québec

- Le Radio X de Québec de la Ligue nord-américaine de hockey
- Les Rafales de Québec de la Ligue internationale de hockey

### Soccer féminin professionnel
- L'Amiral SC de Québec de la W-League

## Événements participatifs

### Défi entreprise
Le Défi entreprise est une course de 5 et 10 kilomètres au Québec.  Ceci est le 5 et 10 kilomètres le plus populaire au Québec en 2019. 

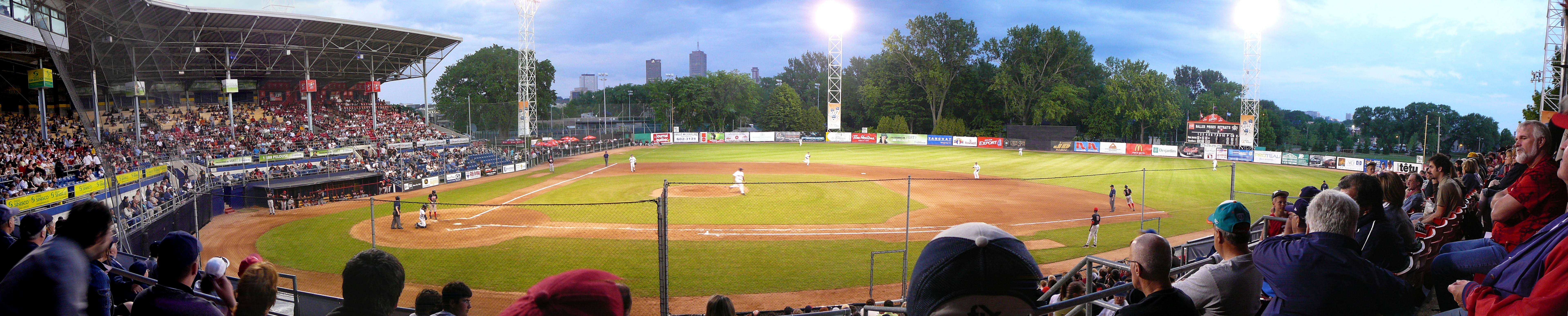
Stade Canac

| Date | Premier au 10 km                       | Première au 10 km                     | Premier au 5 km                 | Première au 5 km                     |
| ---- | -------------------------------------- | ------------------------------------- | ------------------------------- | ------------------------------------ |
| 2013 | Florent Bouguin - 35 min 08 s          | Marie-Syrine Daigneault - 41 min 11 s | Julien Lachance - 17 min 11 s   | Julie Gonthier - 22 min 11 s         |
| 2014 | Florent Bouguin - 35 min 11 s          | Anne-Marie Gauthier - 42 min 09 s     | Vincent Duguay - 17 min 17 s    | Julie Bélanger - 22 min 29 s         |
| 2015 | Emmanuel Boisvert - 33 min 52 s        | Anne-Marie Gauthier - 40 min 48 s     | Vincent Duguay - 16 min 37 s    | Mélanie Fleming - 18 min 43 s        |
| 2016 | Emmanuel Boisvert - 32 min 34 s        | Ann-Gabrielle Carette - 39 min 23 s   | Emmanuel Boisvert - 15 min 57 s | Anaève Buell - 20 min 06 s           |
| 2017 | Nicolas Audet - 35 min 50 s            | Anne-Elizabeth Cyr - 39 min 26 s      | Ilrick Duhamel - 17 min 02 s    | Dominique Viens - 20 min 04 s        |
| 2018 | Johann Alexander Salazar - 33 min 48 s | Julie Moreau - 40 min 07 s            | Marc Boucher - 17 min 14 s      | Josée Picard-Arsenault - 18 min 32 s |
| 2019 | Ian Shaink - 32 min 58 s               | Nathalie Pruneau - 38 min 59 s        | Andre-Luc Ouellet - 16 min 32 s | Claudia Cantin - 18 min 59 s         |